# 青海省人民政府
青海省人民政府，是中华人民共和国青海省的省级国家行政机关。

## 沿革
1950年1月，原青海省人民军政委员会改组成立青海省人民政府。1955年1月，改称青海省人民委员会。1967年8月，改为青海省革命委员会。1979年8月，青海省革命委员会撤销，复设青海省人民政府。

## 职权
根据《中华人民共和国地方各级人民代表大会和地方各级人民政府组织法》第七十三条，县级以上的地方各级人民政府行使下列职权：
1. 执行本级人民代表大会及其常务委员会的决议，以及上级国家行政机关的决定和命令，规定行政措施，发布决定和命令；
2. 领导所属各工作部门和下级人民政府的工作；
3. 改变或者撤销所属各工作部门的不适当的命令、指示和下级人民政府的不适当的决定、命令；
4. 依照法律的规定任免、培训、考核和奖惩国家行政机关工作人员；
5. 编制和执行国民经济和社会发展规划纲要、计划和预算，管理本行政区域内的经济、教育、科学、文化、卫生、体育、城乡建设等事业和生态环境保护、自然资源、财政、民政、社会保障、公安、民族事务、司法行政、人口与计划生育等行政工作；
6. 保护社会主义的全民所有的财产和劳动群众集体所有的财产，保护公民私人所有的合法财产，维护社会秩序，保障公民的人身权利、民主权利和其他权利；
7. 履行国有资产管理职责；
8. 保护各种经济组织的合法权益；
9. 铸牢中华民族共同体意识，促进各民族广泛交往交流交融，保障少数民族的合法权利和利益，保障少数民族保持或者改革自己的风俗习惯的自由，帮助本行政区域内的民族自治地方依照宪法和法律实行区域自治，帮助各少数民族发展政治、经济和文化的建设事业；
10. 保障宪法和法律赋予妇女的男女平等、同工同酬和婚姻自由等各项权利；
11. 办理上级国家行政机关交办的其他事项。

## 机构设置
根据《青海省机构改革方案》，除青海省人民政府办公厅外，青海省人民政府设置组成部门23个，直属特设机构1个，直属机构10个，派出机构2个，部门管理机构7个。
青海省人民政府设置下列机构：
- 青海省人民政府办公厅

### 组成部门
- 青海省发展和改革委员会
- 青海省教育厅
- 青海省科学技术厅
- 青海省工业和信息化厅
- 青海省民族宗教事务委员会
- 青海省公安厅
- 青海省民政厅
- 青海省司法厅
- 青海省财政厅
- 青海省人力资源和社会保障厅
- 青海省自然资源厅
- 青海省生态环境厅
- 青海省住房和城乡建设厅
- 青海省交通运输厅
- 青海省水利厅
- 青海省农业农村厅
- 青海省商务厅
- 青海省文化和旅游厅
- 青海省卫生健康委员会
- 青海省退役军人事务厅
- 青海省应急管理厅
- 青海省审计厅
- 青海省人民政府外事办公室

（省工业和信息化厅与省国有资产监督管理委员会合署办公。）

### 直属机构
- 青海省林业和草原局
- 青海省市场监督管理局
- 青海省地方金融管理局
- 青海省广播电视局
- 青海省体育局
- 青海省统计局
- 青海省乡村振兴局
- 青海省医疗保障局
- 青海省人民防空办公室
- 青海省信访局

（省地方金融管理局牌子挂在中共青海省委金融委员会办公室，同时加挂中共青海省委金融工作委员会牌子，列入中共青海省委机构序列。）

### 直属事业单位
- 青海广播电视台
- 青海省有色地质矿产勘查局
- 青海省供销合作社联合社
- 青海省地质矿产勘查开发局
- 青海省社会保险服务局

### 部门管理机构
- 青海省政务服务监督管理局，由省政府办公厅管理。
- 青海省省直机关事务管理局，由省政府办公厅管理。
- 青海省粮食局，由省发展改革委管理。
- 青海省能源局，由省发展改革委管理。
- 青海省监狱管理局，由省司法厅管理。
- 青海省药品监督管理局，由省市场监管局管理。
- 青海省文物局，由省文化和旅游厅管理。

### 派出机构
- 三江源国家公园管理局（三江源国有自然资源资产管理局）
- 青海湖景区保护利用管理局
- 西宁经济技术开发区管理委员会
- 青海省柴达木循环经济试验区管理委员会
- 青海省海东工业园区管理委员会
- 青海省人民政府驻北京办事处
- 青海省人民政府驻上海办事处
- 青海省人民政府驻深圳办事处
- 青海省人民政府驻西安办事处

## 主要领导
| …… - 张国声（1979年4月—1982年12月） - 黄静波（1982年12月—1985年8月） - 宋瑞祥（1985年8月—1989年11月） - 金基鹏（1989年11月—1992年12月） - 田成平（1992年12月—1997年4月） - 白恩培（1997年4月—1999年8月） - 赵乐际（1999年8月—2003年10月） - 杨传堂（2003年10月—2004年12月） - 宋秀岩（2004年12月—2010年1月） - 骆惠宁（2010年1月—2013年4月） - 王建军（2017年1月20日—2018年8月7日） - 刘 宁（2018年8月—2020年7月） - 信长星（2020年8月—2022年3月） - 吴晓军（2022年3月—2025年1月） - 罗东川（2025年1月—） …… - 李津成（2004年4月—2007年12月） - 徐福顺（2007年4月—2013年6月） - 骆玉林（2013年5月—2015年12月） - 张光荣（2016年1月—2017年1月） - 王予波（2017年3月—2019年6月） - 李杰翔（2019年9月—2022年1月） - 王卫东（2022年3月—2023年6月） - 王林虎（2023年6月—2024年11月） - 张锦刚（2024年12月—） | …… - 严金海（2013年1月—2020年7月） - 匡 湧（2014年1月—2023年1月） - 王黎明（2015年8月—2022年1月） - 杨逢春（2016年5月—2023年1月） - 王正升（2016年11月—2021年1月） - 田锦尘（2017年1月—2020年5月） - 张 黎（2018年1月—2022年1月） - 刘 涛（2019年5月—） - 杨志文（2020年4月—） - 文国栋（2020年7月—2020年9月） - 刘 超（2021年2月—） - 才让太（2021年2月—） - 李宏亚（2021年5月—） - 何录春（2023年1月—） - 王海红（2023年1月—） - 程基伟（2025年1月—） …… - 王定邦（2021年3月—2021年9月） - 杨志文（2021年9月—2022年3月） - 师存武（2022年3月—2023年1月） - 苏全仁（2023年1月—） |